# 口前葉
口前葉（prostomium），又名前口節、前口葉、頭葉，是環節動物等有体節動物以在口一方為前的第一個體節。這部分位於口器所在的圍口節之前，往後延伸到口器的背部。
長在口前葉上的觸角是節足動物重要的感覺器官，也是一種特徵。通常節足動物的口前葉上在口器的後面的稱為附肢，而在口器前方的就是觸角。節足動物門裡也有些是以觸角的型態來分類，例如昆蟲綱的觸角是一對，甲殼綱的觸角有兩對以及蛛形綱沒有觸角等。
1. ↑  .   [2016-05-19]. （原始内容存档于2016-05-18） （日语）.；參看其中節足動物說明一節。
2. ↑   （中文）.[]